# Be My Lady
Be My Lady es una serie de televisión filipina transmitida por ABS-CBN desde el 18 de enero hasta el 25 de noviembre de 2016. Está protagonizada por Erich Gonzales y Daniel Matsunaga.

## Elenco

### Elenco principal
- Erich Gonzales como Filipina "Pinang" Crisostomo.
- Daniel Matsunaga como Philip "Phil" Oliviera.

### Elenco secundario
- Janice de Belen como Marcela "Marcy" Bernabe-Crisostomo.
- Al Tantay como Emilio "Emil" Crisostomo.
- Priscilla Meirelles como Chelsea Oliviera.
- Yayo Aguila como Elsa.
- Almira Muhlach
- Yves Flores como Julian Crisostomo.
- Karen Dematera como Miguela.
- MJ Cayabyab como Narciso "Nars" Malvar.
- Vernon Hanwell como Vincent.
- RK Bagatsing como Macario "Mackie" Crisostomo.
- Devon Seron como Lotlot.
- Loisa Andalio como Margaret.
- Karen Reyes como Rose.
- Mike Lloren como Andrés "Andy" Crisostomo.
- Ana Abad-Santos como Soledad "Sol" Álvarez-Crisostomo.
- Almira Muhlach como Anita Crisostomo.
- Perry Escaño
- Olivier Ochanine como Steve.
- Franchesca Floirendo como Gabriella "Gab" Crisostomo.
- Marife Necesito como Dahlia.
- No Direction Trio como Arsing, Badong y Roger.
- Vernon Hanwell como Vincent.
- Clint Bondad como Terrence.
- Nonoy Froilan como Apolinario Bernabe.
- Angelina Kanapi como enfermera Malou.
- Tess Antonio como enfermera Madel.
- Nathaniel Britt como James Mariano.
- Regine Angeles como Adele.
- Lui Manansala como la abuela de Margaret.

## Elenco de invitados
- Gwen Zamora como Sophia Elizalde
- Danita Paner como Monica
- Nick Lizaso como Lolo Ricky
- Mark Rivera como Johann Villanueva
- Philip Lampart como Thomas
- Jyo Yokoyama
- Richard Juan como Kevin Go
- Jason Dy como Emerson Francisco

### Participaciones especiales
- Bruce Roeland como Philip "Phil" Oliviera (joven).
- Francine Díaz como Filipina "Pinang" Crisostomo (joven).